# Кекелія Віра Варламівна
Віра Варламівна Кекелія (нар. 5 травня 1986, Харків) — українська співачка, суперфіналістка вокального шоу телеканалу «1+1» «Голос країни-7», учасниця гумористичного проєкту «Жіночий Квартал» студії «Квартал 95».

## Навчання
У 2003 році В. Кекелія закінчила загальноосвітню школу в м. Харкові та за наполяганням батьків вступила до Харківського інженерно-будівельного інституту. Закінчивши економічний факультет у 2008 році, здобула спеціальність економістки за напрямом «фінанси», але за фахом не працювала.

## Кар'єра співачки
Вокальний талант і захоплення музикою проявила з раннього дитинства. Ще малою, не володіючи англійською мовою, вона годинами наспівувала перед дзеркалом пісні Вітні Г'юстон. Брала участь в численних всеукраїнських та міжнародних конкурсах молодих вокалістів, де неодноразово отримувала перші місця.
|  | Бажання співати завжди було, але це захоплення не підтримували батьки. Вони вважають, що музика — це несерйозно. Хоча в родині дуже добре співали і бабуся по маминій лінії, і дідусь по татовій. |

У випускному класі школи її запросили взяти участь в харківському гурті «Сузір'я». Вже за кілька місяців підготовки колектив вирушив виступати на міжнародний фестиваль «Чорноморські ігри», де завоював гран-прі фестивалю.
Вперше вийшла на велику сцену у 2010 році, коли стала фіналісткою телепроєкту «Суперзірка» на каналі «1+1» під ім'ям Віра Варламова. З 2011 року співачка виступає в складі популярного гурту «А. Р. М. І. Я.». Через п'ять років залишає колектив, щоб створити родину, у 2016 році повертається на сцену, вже у складі джазового оркестру імені Олександра Фокіна «Radioband».
У 2017 році Віра Кекелія взяла участь у вокальному проєкті «Голос країни-7» на «1+1», де разом з тренером Сергієм Бабкіним дійшла до суперфіналу. Там вона зустріла музиканта Романа Дуду, з яким одружилася.

Зараз Віра Кекелія активно працює над власним репертуаром і розвивається як сольна співачка.
|  | Я хочу створювати музику, яка б надихала людей, була їхньою підтримкою, коли їм це потрібно. |

У червні 2018 року вийшов перший сольний сингл Віри Кекелії «Похожи». Авторкою слів та музики виступила вона сама. Незабаром вийшов дебютний кліп на цю композицію. В жовтні 2018 року у співпраці з чоловіком вийшла дуетна пісня «Тобі», яку пара презентувала з нагоди першої річниці весілля. Автор слів та музики — Роман Дуда. Кліп на композицію порівнюють з короткометражним фільмом.
У 2019 р. Віра Кекелія стала учасницею Національного відбору на Евробачення. Пісня, з якою вона виступала на нацвідборі, має назву WOW!.

## Телепроєкти
Віра Кекелія неодноразово брала участь у вокальних телевізійних проєктах («Суперзірка», «Голос країни»), у яких доходила до фіналу.
У 2018 році стала учасницею гумористичного проєкту студії «Квартал 95» «Жіночий Квартал», вперше проявивши себе в ролі акторки та гумористки.
Протягом п'ятого сезону танцювального проєкту «Танці з зірками» Віра Кекелія супроводжувала вокалом виступи учасників.

## Сингли
• VERA KEKELIA — «Похожи» (2018).
• DUDA ft. VERA KEKELIA — «Тобі» (2018).
• VERA KEKELIA — «WOW» (2019).

## Кліпи
• VERA KEKELIA — «Похожи» (2018).
• DUDA ft. VERA KEKELIA — «Тобі» (2018).

## Родина
17 жовтня 2017 року Віра Кекелія одружилася з фіналістом «Голосу країни-7» Романом Дудою, з яким познайомилась на проєкті. У пари є пес Фарго.
30 квітня 2020 року Віра народила сина Івана в одному з пологових будинків Києва. В серпні 2022 року народила другого сина.
Брат Гурам Кекелія.